# آریانی فراتی
آریانی فراتی (انگلیسی: Arianit Ferati؛ زادهٔ ۷ سپتامبر ۱۹۹۷) بازیکن فوتبال اهل آلمان است که در پست هافبک بازی می‌کند.
از باشگاه‌هایی که در آن بازی کرده‌است می‌توان به باشگاه فوتبال اشتوتگارت اشاره کرد.
وی همچنین در تیم‌های ملی فوتبال زیر ۲۰ سال آلمان بازی کرده‌است.